# تنوب قصير الورق
تنوب قصير الورق أو تنوب متساوي الحراشف (الاسم العلمي:Abies homolepis) هو نوع من النباتات يتبع جنس التنوب من الفصيلة الصنوبرية.